# Руйга (разъезд)
Руйга — разъезд (тип населённого пункта), учитывающийся в составе поселка Вирандозеро Сумпосадского сельского поселения Беломорского района Республики Карелия России.

## География
Располагается в северо-восточной части Карелии на побережье Онежской губы, примерно в 7 километрах от Белого моря, по железнодорожной линии Беломорск—Обозерская.

## Население
Численность населения входит в состав численности населения п. Вирандозеро

## Инфраструктура
Путевое хозяйство.

## Транспорт
Железнодорожный транспорт. Станция Руйга.